# Makarorysa canteca
Makarorysa canteca är en insektsart som beskrevs av Adolf Remane och Asche 1986. Makarorysa canteca ingår i släktet Makarorysa och familjen sporrstritar.
Artens utbredningsområde är Spanien. Inga underarter finns listade i Catalogue of Life.